# Anaxyrus mexicanus
Anaxyrus mexicanus es un anfibio anuro de la familia Bufonidae. Anteriormente incluida en el género Bufo. 

## Distribución
Es endémico de México en los estado de Sonora oeste de Chihuahua, Sierra Madre Occidental, Durango y Sinaloa. Su hábitat natural los bosques templados y ríos. Amenazado por la pérdida de su hábitat.

## Publicación original
- Brocchi, 1879: Sur divers batraciens anoures de l'Amérique Centrale. Bulletin de la Société Philomatique de Paris, vol. 7, n. 3, p. 19-24.